# 特里溫福 (伯南布哥州)

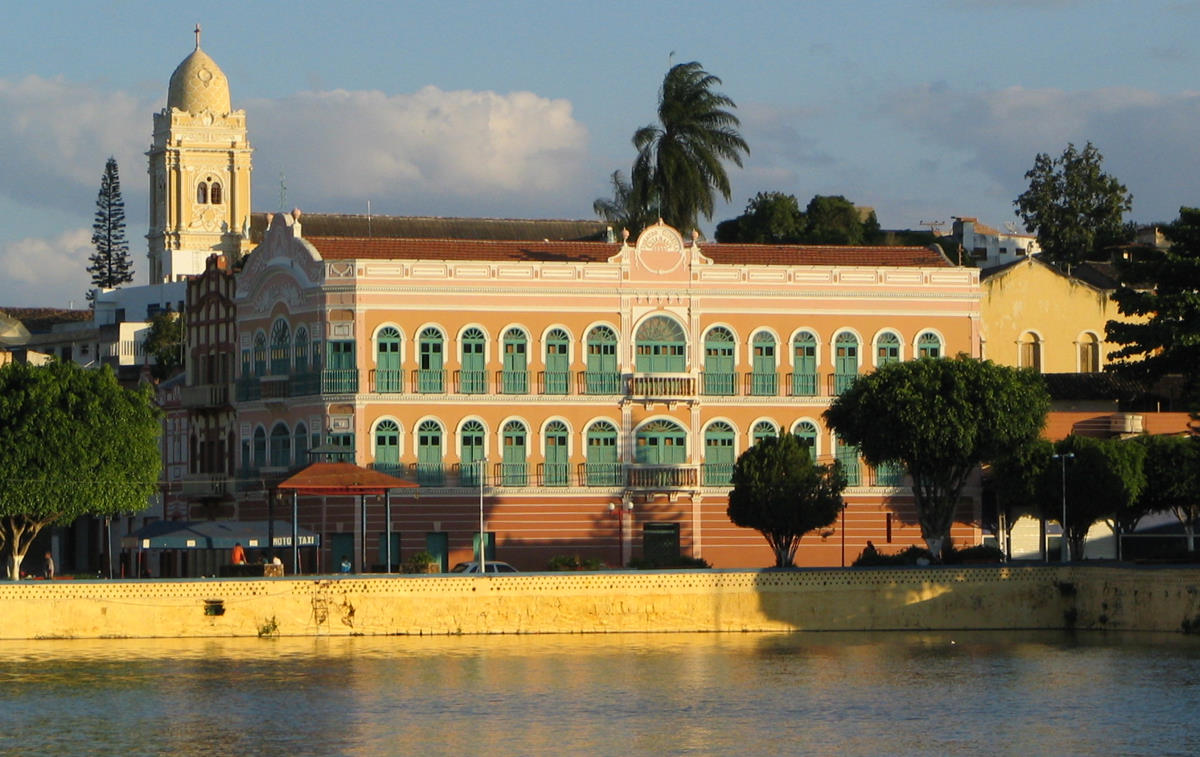

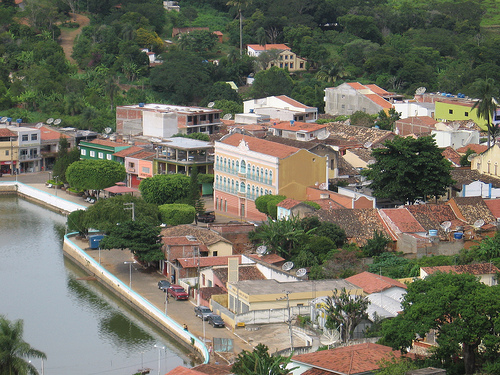

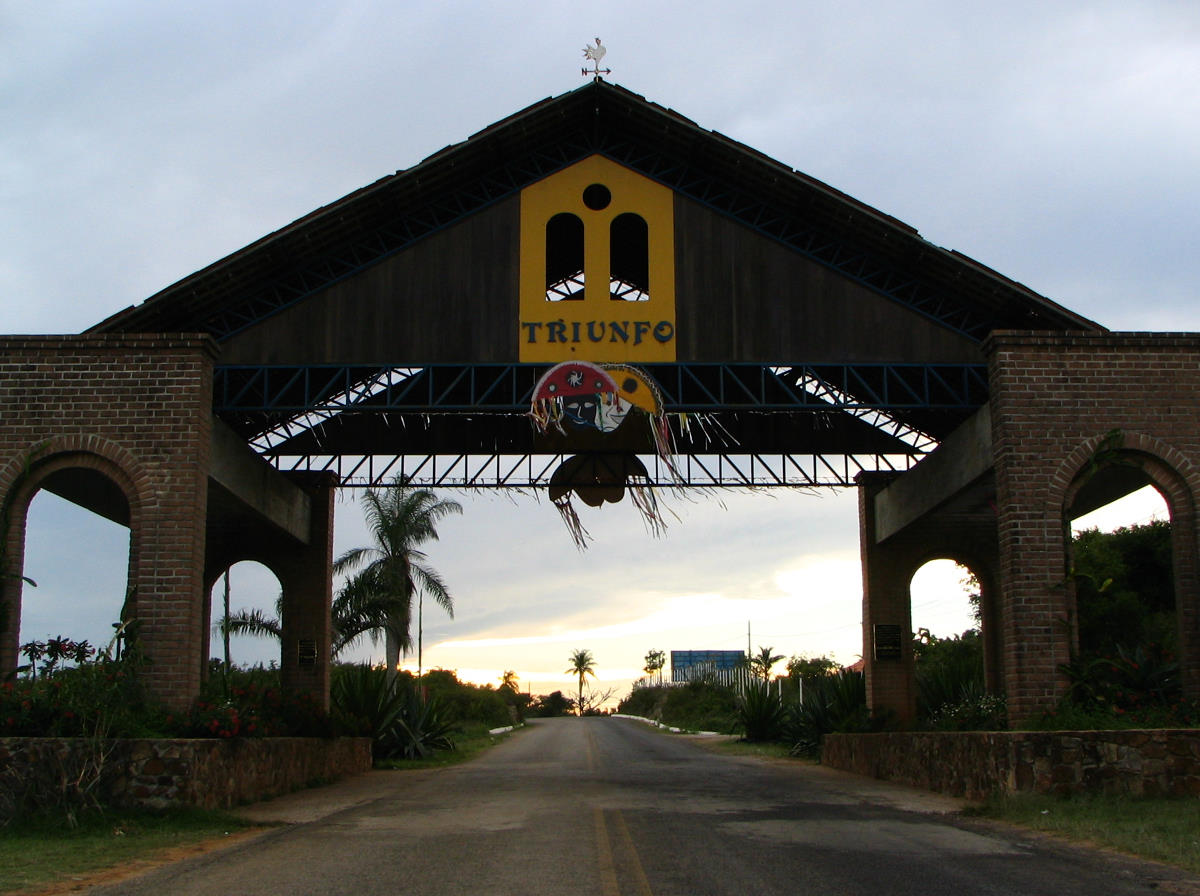

特里溫福（葡萄牙語：Triunfo）是巴西的城鎮，位於該國東北部，由伯南布哥州負責管轄，面積191.52平方公里，海拔高度1,004米，2010年人口15,006，人口密度每平方公里78.35人。